# Castillon-la-Bataille

Castillon-la-Bataille este o comună în departamentul Gironde din sud-vestul Franței. În 2009 avea o populație de 3.203 de locuitori.
Aici a avut loc, în 1453, ultima bătălie din Războiul de 100 de Ani.

## Evoluția populației
| An        | 1975  | 1982  | 1990  | 1999  | 2006  | 2009  |
| --------- | ----- | ----- | ----- | ----- | ----- | ----- |
| Populație | 3.166 | 3.207 | 3.020 | 3.113 | 3.148 | 3.203 |